# 다시 태어나도 우리
"다시 태어나도 우리"는 2017년 개봉한 대한민국의 영화이다.

## 줄거리
전생을 기억하는 조금 특별한 아홉 살 린포체 ‘앙뚜’와  오직 그를 위해 자신의 모든 것을 헌신한 스승 ‘우르갼’ 두 사람의 이야기이다.

## 출연진
- 파드마 앙뚜
- 우르갼 릭젠